# Звонкий увулярный взрывной согласный
Звонкий увулярный взрывной согласный — согласный звук, встречающийся в некоторых языках.
Обозначается знаком ɢ в МФА и G\ в X-SAMPA.

## Характеристика
Звонкий увулярный взрывной согласный выделяется следующими характеристиками:
- по способу образования: взрывной — при артикуляции нёбная занавеска поднята, и воздух проходит в ротовую полость, а размыкание смычки происходит резко и напоминает взрыв;
- по месту образования: увулярный — образуется задней частью языка в районе язычка;
- по типу фонации: звонкий — образуется при колебании голосовых связок;
- по положению мягкого нёба: ртовый — образуется при поднятом мягком нёбе, закрывающем проход воздуха в полость носа;
- по относительной силе шумовых составляющих[англ.]: шумный — образуется при преобладании шумовых составляющих над тоном;
- по способу формирования воздушного потока: пульмонический — образуется на вдохе или выдохе, совершаемом лёгкими.

## Примеры
| Язык                          | Язык                          | Слово         | Транскрипция МФА   | Перевод             | Комментарии                                                       |
| ----------------------------- | ----------------------------- | ------------- | ------------------ | ------------------- | ----------------------------------------------------------------- |
| Арабский                      | Суданский                     | بقرة          | [bɑɢɑrɑ]           | 'корова'            | Соответствует /q/ в литературном арабском.                        |
| Арабский                      | Йеменский                     | قات           | [ɢɑːt] (help·info) | 'кат'               | В некоторых диалектах. Соответствует /q/ в литературном арабском. |
| Английский                    | Австралийский                 | gaudy         | [ˈɡ̠oːdɪi̯]          | 'безвкусный'        | Пред-увулярный; аллофон /ɡ/ перед /ʊ oː ɔ oɪ ʊə/.                 |
| Квакиутль                     | Квакиутль                     | ǥilakas'la    | [ɢilakasʔla]       | 'спасибо'           |                                                                   |
| Урмийский еврейско-арамейский | Урмийский еврейско-арамейский | בקא/baqqa     | [baɢːɑ]            | 'лягушка'           | Аллофон /q/ между двумя гласными.                                 |
| Монгольский                   | Монгольский                   | Монгол ᠮᠣᠩᠭᠣᠯ | [mɔɴɢɔ̆ɮ]           | 'монгол'            |                                                                   |
| Нивхский                      | Нивхский                      | ньыӈ ӷан      | [ɲɤŋ ɢæn]          | 'наша собака'       | Аллофон /q/.                                                      |
| Персидский                    | Персидский                    | قهوه          | [ɢæhˈve]           | 'кофе'              |                                                                   |
| Сомалийский                   | Сомалийский                   | Muqdisho      | [muɢdiʃɔ]          | 'Могадишо'          | Аллофон /q/.                                                      |
| Къхонг                        | Къхонг                        |               | [nǀɢɑɑ̃]            | 'быть разбросанным' |                                                                   |